# Музеї Рима
Музеї Риму (перелік).
- Вілла Джулія
- Ватиканські музеї
- Сикстинська каплиця
- Галерея Боргезе
- Галерея Доріа-Памфілі
- Галерея Спада
- Капітолійські музеї

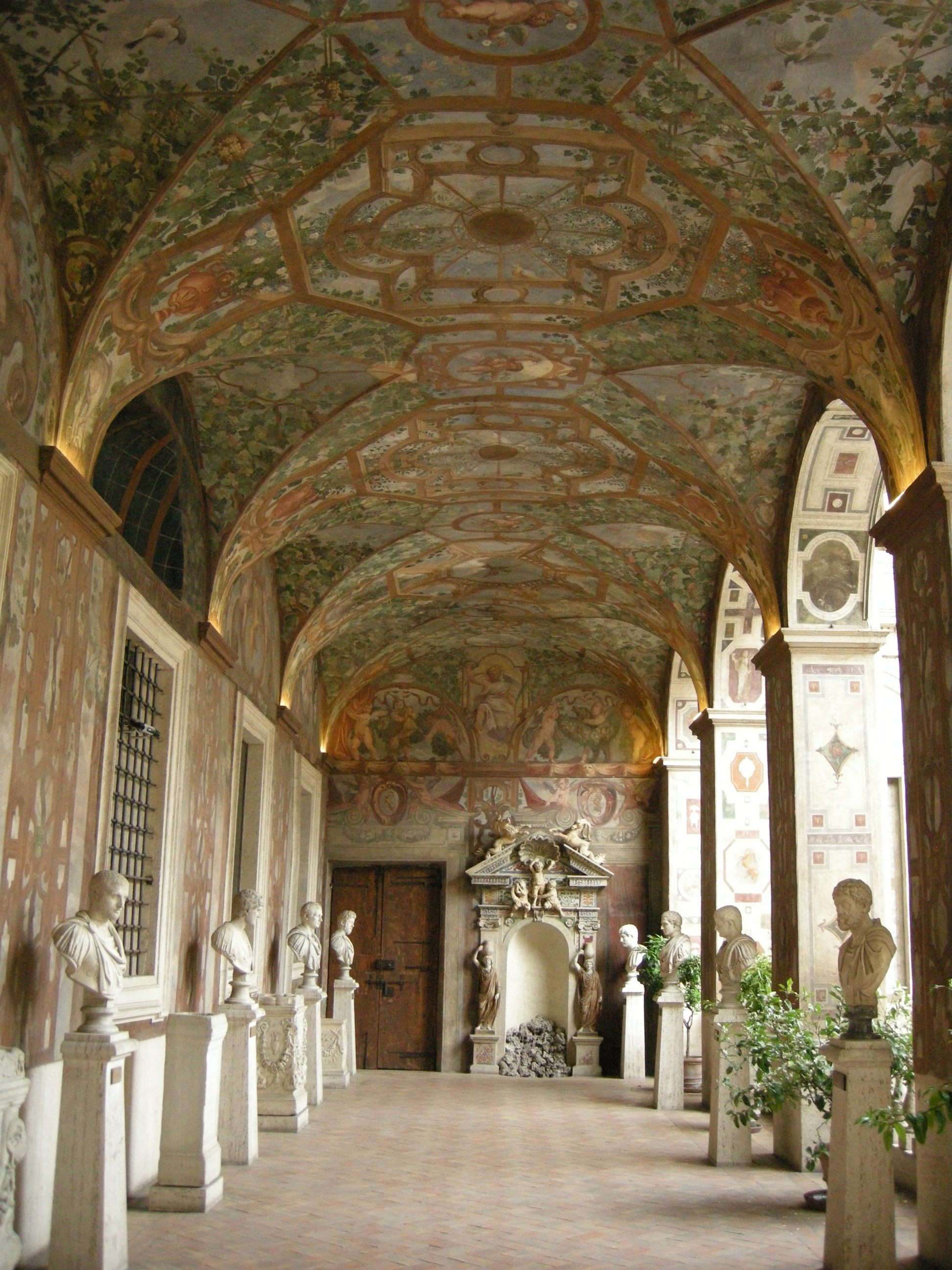
Палаццо Альтемпс, галерея або лоджия.

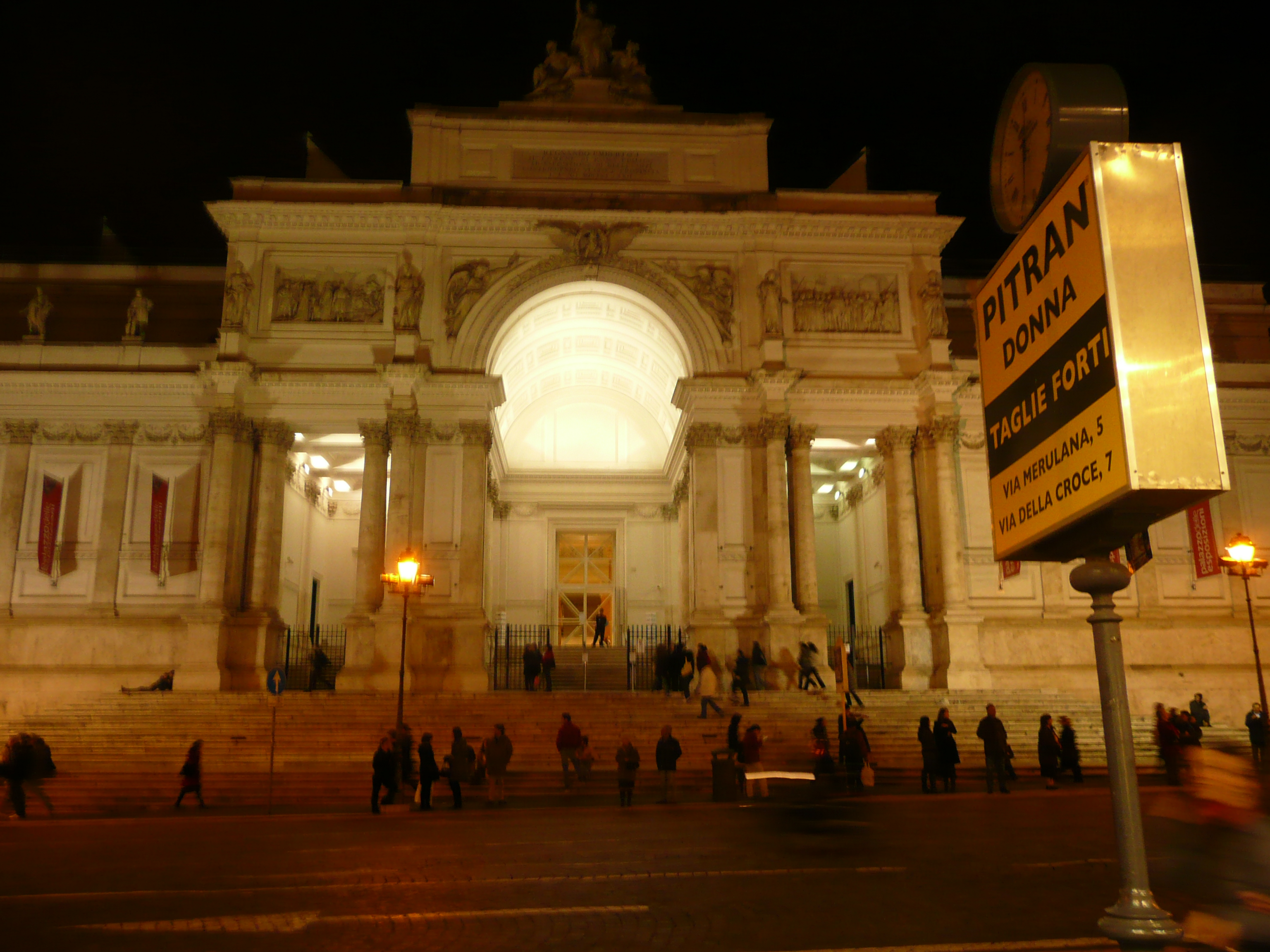
Виставковий палац (Рим)

- Національна галерея старовинного мистецтва (Рим) (два її відділку Національна галерея (Рим) в Палаццо Барберіні та Палаццо Корсіні (в минулому палаццо Ріаріо)
- Музей античної скульптури Джованні Баракко
- Музей Пігоріні або (Національний музей доісторичних часів та етнографії Луїжді Пігоріні)
- Музей Риму в Трастевере
- Музей римської цивілізації
- Національна галерея сучасного мистецтва (Рим)
- Виставковий палац (Рим)
- Палаццо Альтемпс
- Палаццо Венеція
- Національний музей східного мистецтва (Рим)
- Палаццо Нуово